# Les Combattants
Pour les articles homonymes, voir Combattant (homonymie).
Pour plus de détails, voir Fiche technique et Distribution.
Les Combattants est un film français réalisé par Thomas Cailley, sorti le 20 août 2014.
Présenté dans la sélection de la Quinzaine des réalisateurs au festival de Cannes 2014, il remporte les trois prix attribués dans cette sélection : l'Art Cinema Award, le prix SACD et le Label Europa Cinemas. Il remporte également le Prix FIPRESCI des sélections parallèles du Festival de Cannes. Le film remporte depuis de nombreuses récompenses et nominations. Ce film a aussi remporté le César du meilleur premier film, de la meilleure actrice et du meilleur espoir masculin.

## Synopsis
Arnaud travaille dans l'entreprise de sa famille, spécialisée dans la construction en bois, et passe l'été au bord de la mer. Il fait la rencontre de Madeleine, qui souhaite intégrer l'armée et se montre obsédée par la fin des temps et le survivalisme. Comme Arnaud aimerait se rapprocher d'elle, il participe avec elle à un programme de survie de l'armée. Madeleine est déçue par le programme et n'est pas disposée à se plier aux règles sans autre forme de procès. Lorsque les participants au programme, répartis en groupes, doivent effectuer une randonnée de plusieurs jours, la situation dégénère. Lorsque la question des coordonnées du groupe est transmise par radio, Madeleine arrache la carte à Arnaud, qui dirige le groupe, et le frappe à terre. Arnaud quitte alors le groupe et le programme. Madeleine le suit et les deux se réconcilient.
Déterminés à ne pas revenir en arrière, ils tentent maintenant de survivre seuls dans la forêt. Ils parviennent à résoudre les problèmes initiaux et se rapprochent. Cependant, après avoir mangé du gibier qu'elle avait elle-même attrapé, Madeleine vomit plusieurs fois et tombe malade. Arnaud la transporte alors au village le plus proche. Il s'avère que le village a été évacué en raison d'un incendie de forêt. Ils peuvent être sauvés juste avant que l'incendie n'atteigne le village et se réveillent à l'hôpital. Les convictions de Madeleine restent inébranlables.

## Fiche technique
- Titre : Les Combattants
- Réalisation : Thomas Cailley
- Scénario : Thomas Cailley et Claude Le Pape
- Musique :  Lionel Flairs, Benoît Rault et Philippe Deshaies
- Son : Jean-Luc Audy
- Photographie : David Cailley
- Montage : Lilian Corbeille
- Décors : Paul Chapelle
- Costumes : Ariane Daurat
- Production : Pierre Guyard
- Sociétés de production : Nord-Ouest Films, en association avec les SOFICA Cofimage 25, Cofinova 10, Palatine Etoile 11
- Sociétés de distributeur : Haut et Court (France), K-Films Amérique (Québec)
- Pays de production :  France
- Budget de production : 2 000 000 €
- Langue originale : français
- Format : couleur - 1,85:1 - Dolby Digital
- Genre : comédie dramatique, romance
- Durée : 98 minutes
- Dates de sortie : 
  - France : 17 mai 2014 (festival de Cannes) ; 20 août 2014 (sortie nationale)
  - Belgique : 10 septembre 2014

## Distribution
- Kévin Azaïs : Arnaud Labrède
- Adèle Haenel : Madeleine Beaulieu
- Antoine Laurent : Manu Labrède, le frère d'Arnaud
- Brigitte Roüan : Hélène Labrède, la mère d'Arnaud
- Nicolas Wanczycki : Lieutenant Schleiffer
- Maxime Mège : Adrien
- Thibault Berducat : Victor
- William Lebghil : Xavier, ami d'Arnaud
- Frédéric Pellegeay : un recruteur
- Steve Tientcheu : adjudant Ruiz
- Franc Bruneau : le conseiller funéraire

## Production

### Genèse et développement
Lors d'un retour dans sa région d'origine, les Landes de Gascogne, Thomas Cailley est inspiré par les vastes paysages plats et immobiles d'une part et les épisodes de tempêtes d'autre part : c'est à partir de ces éléments naturels qu'il développe respectivement les personnages d'Arnaud et de Madeleine. Il puise aussi son inspiration dans le comportement de Bear Grylls dans Man vs. Wild, une émission qu'il regarde régulièrement lors du montage d'un de ses courts métrages. D'autre part, Cailley puise dans des idées de séquences qu'il avait auparavant pour les intégrer à ce scénario : la scène de la barque, celle du maquillage et celle du micro-onde.

### Choix des interprètes
Thomas Cailley ne réfléchit pas aux interprètes possibles de son film lors de l'écriture. En revanche, une fois le scénario finalisé, Adèle Haenel devient rapidement une évidence pour le rôle de Madeleine. Kévin Azaïs est d'abord pressenti pour jouer un rôle secondaire, Xavier, mais le réalisateur a des difficultés à trouver l'acteur qu'il souhaite pour le rôle d'Arnaud et finit par prendre conscience que Kévin Azaïs est fait pour ce personnage.

### Tournage
Le tournage du film a lieu dans trois départements du Sud-Ouest de la France (sources : générique et L2TC) :
- Gironde : Carcans (Maubuisson), Lacanau, Langon et Pessac (scène de l'hôpital).
- Landes : Biscarrosse, Lit-et-Mixe, Mimizan et Pissos,
- Pyrénées-Atlantiques : Bizanos et Pau.

## Accueil critique
Le Filmdienst a qualifié le film de « mélange original d'histoire d'amour et de drame de survie, situé dans une sphère mythique entre western et science-fiction ». Le film est « porté par la présence de l'actrice principale ainsi que par une excellente photographie ».

## Distinctions

### Récompenses
- Festival de Cannes 2014 :
  - Art Cinema Award de la CICAE
  - Prix FIPRESCI de la Quinzaine des réalisateurs
  - Prix SACD de la Quinzaine des réalisateurs
  - Label Europa Cinemas
- Prix Louis-Delluc 2014 : prix du premier film
- Prix du Syndicat français de la critique de cinéma 2014 : meilleur premier long métrage français
- Prix Lumières 2015 : 
  - Meilleur premier film
  - Meilleur espoir masculin pour Kévin Azaïs
- Prix des auditeurs Le Masque et la Plume 2014 : meilleur film français[6]
- Césars 2015 :
  - Meilleur premier film
  - Meilleure actrice pour Adèle Haenel
  - Meilleur espoir masculin pour Kévin Azaïs
- Festival du film de Cabourg 2015 : Swann d’or de la révélation masculine pour Kévin Azaïs

### Nominations et sélections
- Festival de Cannes 2014 : sélection officielle de la Quinzaine des réalisateurs, en compétition pour la Caméra d'or
- Globes de Cristal 2015 : meilleur film
- Césars 2015 : 
  - Meilleur film
  - Meilleur réalisateur pour Thomas Cailley
  - Meilleur scénario original pour Thomas Cailley et Claude Le Pape
  - Meilleur montage pour Lilian Corbeille
  - Meilleur son pour Jean-Luc Audy, Guillaume Bouchateau et Niels Barletta
  - Meilleure musique pour Lionel Flairs, Benoît Rault et Philippe Deshaies